# Assedio di Siracusa (878)
L'assedio di Siracusa cominciò nel mese di agosto dell'877 e terminò il 21 maggio 878. Tale assedio fu intrapreso dai musulmani arabi e berberi, che con la vittoria finale tolsero la città di Siracusa dal controllo dell'Impero bizantino e quindi dell'imperatore Basilio I.
Fu uno degli assedi più duri e sofferti della storia araba in Sicilia. Durato nove mesi, gli abitanti siracusani vennero circondati e impossibilitati a procurarsi del cibo. Gli assediati, pur ridotti alla fame, non cedettero comunque. La presa di Siracusa infatti avvenne non per resa ma per conquista. L'eroica, se pur vana, resistenza siracusana divenne proverbiale tra i bizantini.
La capitale di Sicilia fu espugnata e il titolo giuridico passò a Palermo. Questa conquista segnò la fine dell'egemonia siracusana sull'isola.

## Antefatti

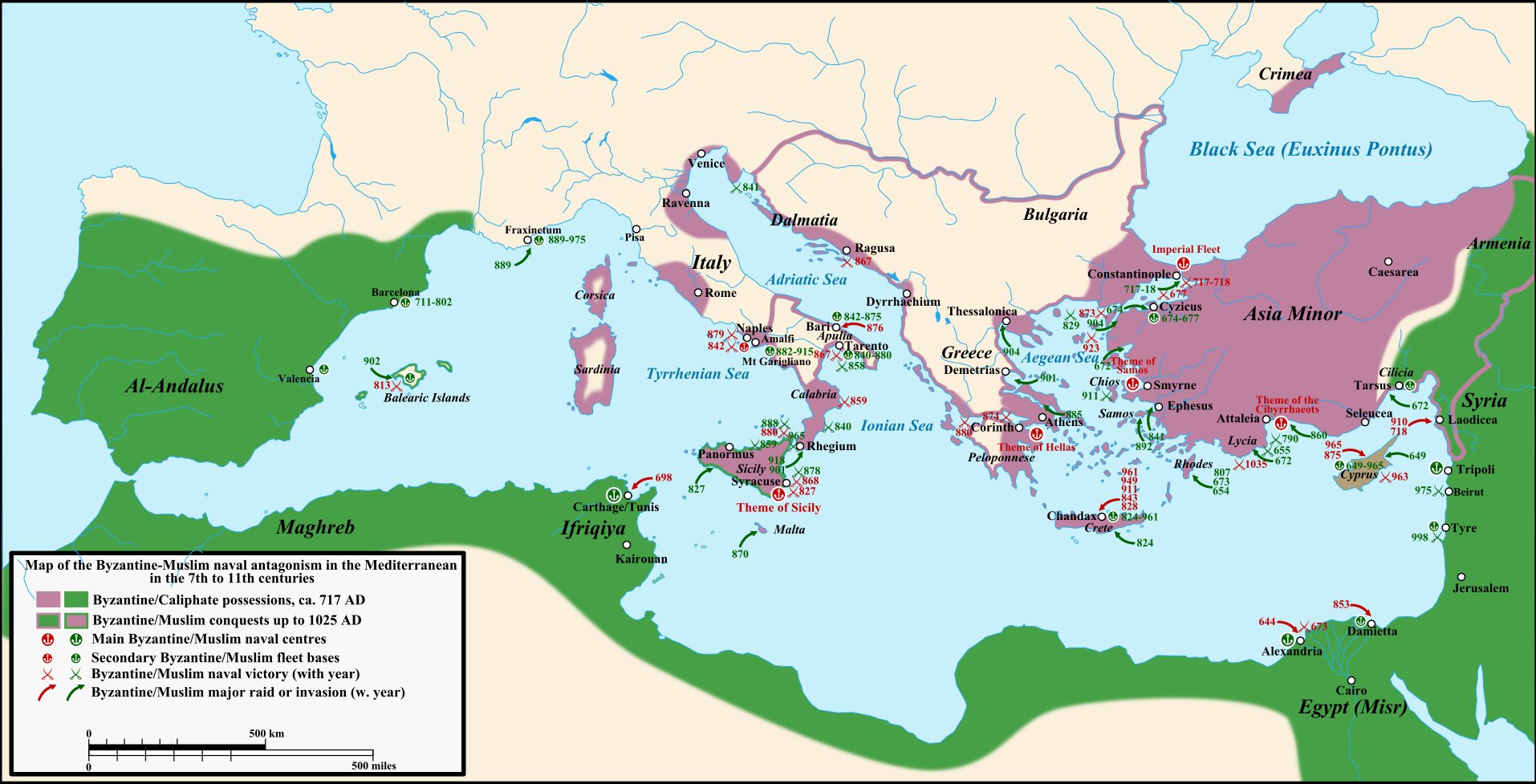
In viola i territori dell'impero bizantino; in verde i territori dell'impero arabo.

Gli arabi vennero chiamati in Sicilia da Eufemio da Messina, il quale dopo essersi nominato imperatore di Sicilia e aver scatenato una guerra contro Bisanzio, si recò in Ifriqiya per chiedere l'aiuto dei musulmani. Trovò il sostegno degli Aghlabidi; potente Emirato musulmano berbero-arabo, reso autonomo dal volere del califfo abbaside Hārūn al-Rashīd, e intendeva avvalersene nella continua lotta contro gli scismatici kharigiti.
Nella capitale musulmana, Qayrawan (nell'attuale Tunisia), l'Emiro Ziyadat Allah I, mirava già da tempo alla conquista della Sicilia, per cui fu lieto che Eufemio fosse giunto a domandare aiuto, poiché gli arabi vedevano in quella spedizione l'occasione propizia per rendersi padroni dell'isola più grande del Mediterraneo, da loro già altre volte sottoposta a saccheggio.

### Primo assedio arabo di Siracusa (827)
Siracusa subì un primo assedio da parte degli arabi nell'827. Comandato dal persiano Asad ibn al-Furat, la città resistette bene a questo primo attacco, anche grazie all'aiuto di alleati che vennero incontro alla difficoltà siracusana. Fu impedito agli arabi di ricevere altri rinforzi dall'Africa e ciò comportò la decisione della loro ritirata davanti al maggior numero di forze nemiche e la città fu lasciata libera.
Durante questo assedio perse la vita il comandante della spedizione araba, Asad, stimato generale e letterato, che insieme ad Eufemio fu colui che diede avvio alla conquista islamica della Sicilia.

## Il contesto storico
Con poche altre città della costa est della Sicilia (Taormina e Rometta in particolare), Siracusa era tra gli ultimi bastioni bizantini in una Sicilia ormai controllata quasi interamente dall'emirato aglabita che aveva sede a Kairouan, e che aveva installato già dall'831 un governatore a Palermo. La Sicilia musulmana era diventata quindi da qualche decennio una testa di ponte del mondo musulmano verso tutta l'Italia del Sud. L'impero bizantino d'altra parte non aveva più la forza di contrastare i musulmani su tutti i fronti, e la Sicilia, che in passato era stata sfruttata dai bizantini come serbatoio per ricette fiscali e uomini da assoldare nell'esercito, sfuggiva sempre più al controllo bizantino che si faceva via via sempre più blando.

## L'assedio

### Giafar e l'assedio della città
Poiché le cronache narrano che tale assedio durò nove mesi, esso sarebbe iniziato nell'877, voluto e capitanato da Giafar ibn Muhammad, attuale governatore della Sicilia musulmana che da Palermo si spostò a Siracusa con l'intento di portarla sotto il suo dominio. La città, che in epoca greca era considerata la più vasta del mediterraneo, tanto che i suoi quartieri venivano chiamati a loro volta città ed essa era nota con il nome di pentapoli, ora invece vi era un sol quartiere popolato, l'isola di Ortigia, e si dice anche parte dell'Acradina per via di una colonia latina introdottavi al tempo di Augusto. Ma ciò non deve far pensare che la capitale di Sicilia non custodisse, anche tra quella ristretta superficie, una quantità tale di ricchezze economiche da far sbalordire gli arabi, come vedremo più avanti, al momento della sua presa.
Gli arabi si accamparono nei quartieri esterni della città (precedentemente fatti evacuare dalle autorità bizantine), fuori dalle mura di Ortigia. Lo stesso Giafar pose il suo accampamento presso la chiesa di San Giovanni alle Catacombe. Il fulcro della battaglia fu l'istmo che separa l'isola ortigiana dalla terraferma. Le mura che difendevano la fortificata isola divennero il principale bersaglio arabo. Tutta la difesa e l'attacco si concentrò lì.
Bisogna dire che Siracusa venne lasciata sola nella difesa; l'imperatore Basilio il Macedone, che pure inizialmente aveva mostrato ardore, ora si era perso nelle futilità di corte e mentre i siracusani resistevano all'assedio, egli dava ordine di redigere una chiesa in Costantinopoli. Poche forze imperiali vennero mandate in difesa della città siciliane e queste finirono abilmente sconfitte dalle navi arabe.
La Francia, che inizialmente aveva rifiutato di aiutare Basilio, per questioni di potere, contro l'assalto dei musulmani alle coste imperiali, ora capendo che il pericolo era giunto fino in Europa, si era offerta ella di mandare rinforzi nel periodo del concitato assedio siciliano. Ma stavolta fu Basileo, risentito dal precedente rifiuto, a non rispondere alla richiesta d'offerta francese. In Italia si temeva che caduta Siracusa niente altro poteva fermare l'islam dallo spingersi fino alle porte di Roma. Per cui vi era preoccupazione e fermento anche tra le repubbliche marinare, come Venezia, che già precedentemente aveva aiutato i siciliani durante altri assedi arabi. Ma stavolta, inspiegabilmente in un certo senso, nessuno di essi intervenne.
Siracusa quindi si accingeva ad affrontare il fatale assedio. Gli arabi di Giafar si impegnarono al massimo per espugnarla, dalle testimonianze sappiamo che vennero usate ogni sorta di armi belliche contro le mura siracusane; persino le baliste per abbattere le mura (già antica catapulta, invenzione bellica attribuita ai siracusani in epoca dionigiana), che l'Amari ci riporta essere il primo o secondo caso d'assedio medievale in cui venne utilizzata per tale scopo simile arma. Giorno e notte le mura siracusane venivano bersagliate dalle forze arabe. L'esercito nemico scavò persino delle gallerie sotterranee per tentare di penetrare all'interno della città, ma i siracusani che stavano sempre all'erta, non abbassando mai la difesa, li respingevano con volontà puntualmente.
Questa situazione andò avanti costantemente per diverso tempo. Gli arabi riuscirono a bloccare l'accesso al porto siracusano. E bloccando il mare, bloccarono l'arrivo delle navi commerciali, dunque il cibo. La città era adesso isolata, senza poter uscire fuori dalle mura. Non ci si narra il numero dei soldati arabi, ma dovevano essere un numero si grande quantità se nessuno in Siracusa osava avventurarsi oltre il confine murato per cercare aiuto o cosa ancor più imminente, del cibo.

### La testimonianza di Teodosio
Teodosio di Siracusa fu un monaco siracusano presente agli avvenimenti che portarono gli arabi all'interno della città di Siracusa. Egli ci narra i particolari tremendi e sconvolgenti che avvennero durante l'assedio dell'878:
(Michele Amari traduce Teodosio siracusano.)

### L'ultima estrema resistenza

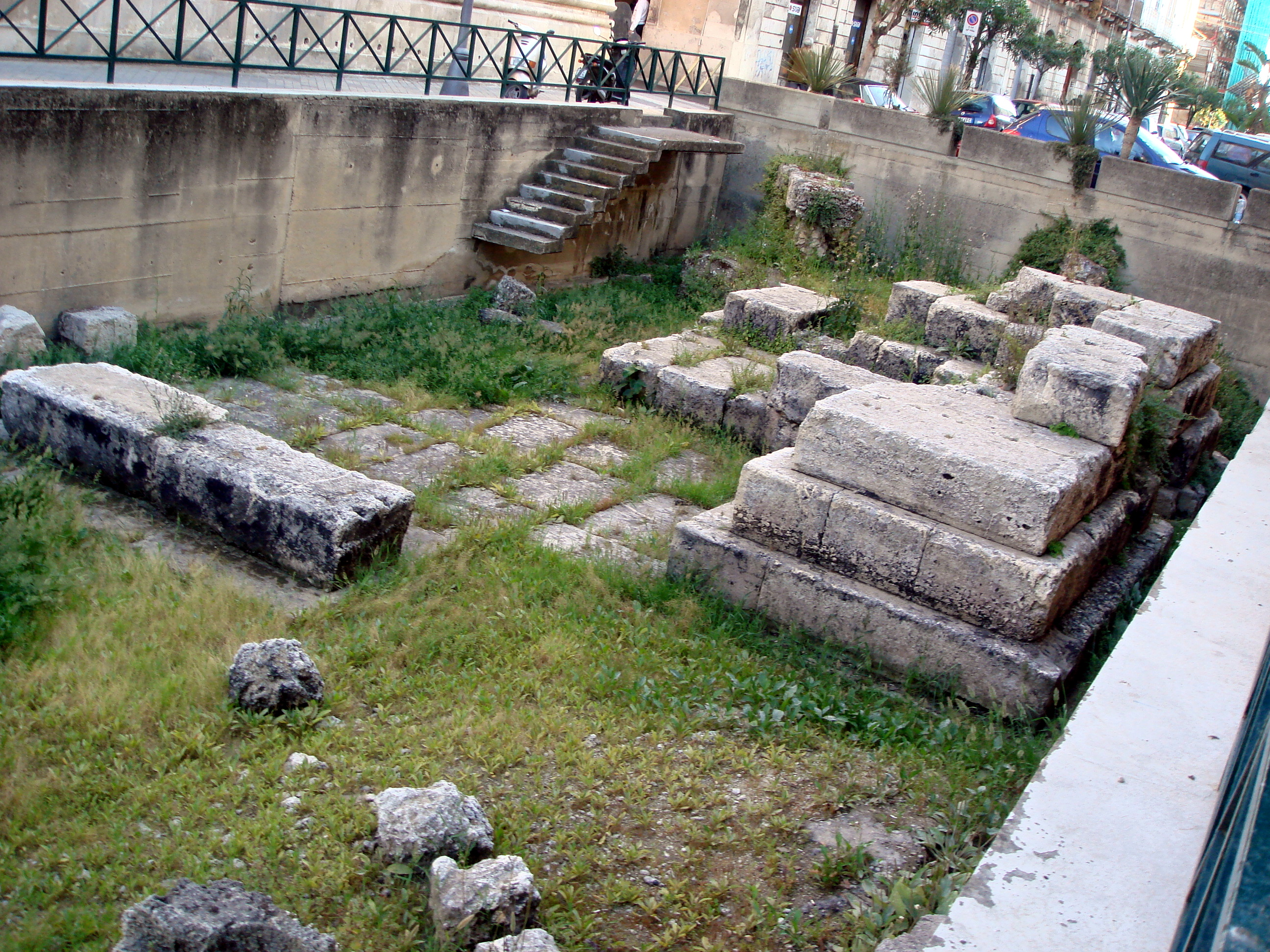
I resti delle mura dionigiane a Siracusa; gli arabi le distrussero per impedire alla città la possibilità di nuova difesa durante la loro epoca di conquista.

Come abbiamo visto dalla tremenda descrizione di Teodosio, la popolazione era ridotta allo stremo delle sue forze, fisiche e mentali. Eppure non voleva arrendersi. Vi sarebbe da apportare un dibattito, o perlomeno chiedersi perché, i siracusani preferirono perire in quel modo piuttosto che, ad un certo punto, pattuire una resa come avevano fatto precedentemente altre città. Alcuni pensano che la estrema resistenza fosse dovuta alla consapevolezza che con la conquista islamica si sarebbe persa la propria religione cristiana. Altri dicono invece che Siracusa era cosciente del fatto che gli arabi l'avrebbero presa, razziata e poi abbandonata poiché essi avevano già un'altra loro capitale, Palermo, e per questo motivo la città lottò fino all'ultimo per non permettere agli arabi la sua presa e la sua successiva distruzione.
Quale che sia la verità, sta di fatto che la città continuò a respingere gli ostinati attacchi degli arabi. Giafar ad un certo punto se ne tornò a Palermo, poiché avendo bloccato i siracusani sia per terra che per mare era ormai certo della loro prossima capitolazione. Al suo posto lasciò Abu-I'sa, figlio di Muhammad ibn Kohreb, gran ciambellano di Ibrahim ibn Ahmed (أبو اسحاق ابراهيم الثاني), il nono emiro degli Aghlabidi in Ifriqiya.
Verso aprile le mura della città iniziarono a cedere sotto gli incessanti colpi degli arabi. Così crollò una torre nel lato del porto grande, dopo altri cinque giorni cadde ancora un altro pezzo di muro lì vicino. Ora la situazione difensiva era resa ancor più disperata da questa breccia tra le mura da dover difendere.
In quel momento si trovavano in città sia greci del peloponneso, sia ebrei (va ricordato che Siracusa insieme a Palermo aveva la più numerosa comunità ebraica di Sicilia), sia uomini di Tarso, mardaiti dell'Anatolia e tutti i siracusani, tutta questa gente si mise incessantemente alla difesa di Siracusa, nessuno si tirò indietro, persino le donne si misero sopra le mura cercando di respingere gli assedianti che volevo conquistare la città aretusea. Per 20 giorni, mattina e sera, si prodigarono a difendere quella breccia che gli arabi avevano aperto. Ma lo scontro era ormai impari; gli arabi erano in forze, mentre i siracusani non potendosi nutrire da circa nove mesi, ormai non avevano più energie per respingere gli attacchi. Inoltre la superiorità numerica degli arabi alla fine prevalse.
La mattina del 21 maggio 878, gli arabi, dopo un apparente silenzio e una tregua durata qualche giorno, si rifecero sotto le mura con più impeto di prima. Innervositi dal fatto di non riuscire a conquistare quella città che ormai era difesa da persone sfinite, decisero per un grande attacco e alle 6:00 di quella mattinata diedero avvio a tutte le macchine belliche che possedevano e si concentrarono sulla breccia aperta precedentemente. A nulla valse la difesa di Giovanni Patriano, posto di guardia con altri soldati, gli arabi riuscirono ad assaltare la torre, la conquistarono solo dopo una cruenta battaglia disperata oramai, nella quale si combatté oltre che con le spade persino a corpo a corpo tanto era la volontà dei siracusani di non fare entrare gli arabi in città. Ma alla fine questi trucidarono i difensori e riuscirono ad entrare

## La Caduta

### Gli arabi entrano a Siracusa
(Michele Amari, Storia dei musulmani di Sicilia, p. 405)
Caduta la difesa i musulmani entrarono in città e fecero strage. Non si fermarono nemmeno davanti ad una chiesa, dentro la quale si erano rifugiati donne, bambini e anziani. Li uccisero tutti, dimostrando inciviltà e spietatezza in totale, in completo spregio della giurisprudenza militare islamica medievale. Le punizioni per chiunque commettesse tale crimine erano severe, inclusa la morte, al di là delle convinzioni politiche e religiose degli autori. Avvenimenti purtroppo simili si verificano ad ogni presa territoriale e la storia ci ha dato ampia dimostrazione di come ciò non avvenne solo da parte degli arabi ma anche da parte di altri popoli.
(Epistola di Teodosio di Siracusa a Leone il Diacono)
Teodosio ci narra però di un episodio che riscatta, in minima parte, la crudeltà che dimostrarono gli arabi; ovvero avvenne che un soldato arabo, trovando nascosti dietro l'altare il monaco Teodosio, l'arcivescovo Sofronio e altri due preti tutti intenti in preghiera e spaventati, si avvicinò ad essi, con la spada sfoderata, ma invece di ucciderli domandò loro in lingua greca: «Chi sei tu?» Teodosio racconta che appena seppe i loro nomi, questi non li uccise né li maltrattò, pur essendo uomini di chiesa, piuttosto si fece condurre lì dove vi erano vasi sacri, cinquemila libre di preziosi metalli, lavori riccamente rifiniti. Ma risparmiò Teodosio e gli altri religiosi, chiudendoli in una stanza e convincendo gli altri capi arabi a risparmiare la vita a quei siracusani religiosi. 
(Adolfo Holm, Storia della Sicilia nell’antichità)
Teodosio lo chiama Sema ûn e lo definisce di nobile sangue. Gli storici sono rimasti impressionati da questo gesto a tal punto che Michele Amari così lo definisce:
(Storia dei musulmani di Sicilia, p. 404)
Purtroppo il gesto di Sema ûn non può comunque colmare l'immane tragedia che commisero gli arabi a Siracusa. Dopo il primo impeto di conquista si calmarono e diedero ordine ai loro soldati di non uccidere oltre i siracusani ma di risparmiare loro la vita per venderli come schiavi. Gli arabi si calcola che in totale uccisero 5 000 abitanti e gli altri vennero fatti schiavi.
Dopo aver ricevuto l'ordine di non uccidere più i cittadini, gli arabi si vendicarono con quei soldati bizantini e siracusani che avevano con coraggio opposto resistenza nell'impedire la conquista della città. Gli ultimi furono settanta soldati che insieme al patrizio di Siracusa, definito valoroso e conosciuto dallo stesso Teodosio, si rinchiusero in una torre, resistendo ancora e organizzando attacchi, ma gli arabi li costrinsero alla resa. Affrontarono tutti la loro pena a testa alta, si racconta che il patrizio, ovvero il comandante della difesa siracusana, si mostrò talmente coraggioso e dignitoso nell'andare a morire davanti al plotone nemico che persino il capitano arabo, il quale aveva l'ordine di ucciderlo, ne rimase stupito. Poi passarono a fil di spada i restanti difensori. In particolare, fine atroce più degli altri, fecero fare a un soldato che si chiamava Niceta da Tarso, il quale aveva più volte insultato durante l'assedio il Profeta degli arabi.
Una volta che vennero uccisi tutti i soldati difensori di Siracusa e che la popolazione fu tratta in schiavitù, gli arabi rimasero altri due mesi in città, saccheggiandola, dandola alle fiamme e distruggendo le sue numerose e storiche fortificazioni.
Il bottino che fecero a Siracusa, come confermano gli storici, fu il più grande che gli arabi avessero mai fatto in una metropoli della cristianità. Si pensa ammontasse a circa 1 000 000 di bizantini. Del resto non vi è da stupirsi, poiché Siracusa era stata per più di un quinquennio al tempo di Costante II la capitale dell'impero romano d'oriente e l'imperatore aveva da Roma e da Napoli portato i beni nella città aretusea e adesso questi finivano nelle capitali arabe.

### La mancata difesa bizantina
La quasi totalità degli storici sono concordi nel dire che Costantinopoli mal difese la Sicilia. Questa carente difesa, forse dovuta ad anni di logorameno interno dell'impero bizantino, si manifestò in pieno durante l'assedio siracusano. Quando la città ormai stava per cadere l'imperatore Basilio I mandò alla volta della costa aretusea un suo ammiraglio, tale Adriano, con il compito di combattere gli arabi. Ma questi, dopo aver fatto sosta troppo a lungo nel porto di Monembasia nel Peloponneso (in altre versioni è invece scritto che si trattava del porto di Geraci in Calabria), quando finalmente si decise a salpare per la Sicilia, incontrò una barca di soldati siracusani, questi erano riusciti a scappare dall'assedio e dissero ad Adriano che ormai non vi era speranza per la capitale siciliana e che le bandiere dell'islam già vi sventolavano sul suo suolo. L'ammiraglio bizantino allora, codardamente, preferì abbandonare la città al suo destino e fece ritorno in patria.

Il simbolo della marina bizantina, le cui flotte vennero sconfitte negli scontri navali per la conquista araba di Siracusa.

Altro episodio, poco incisivo per la difesa, si verificò subito dopo la conquista, quando arrivò nel porto aretuseo una piccola flotta bizantina che venne immediatamente distrutta dagli arabi.
Quando però giunse a Costantinopoli la notizia della caduta di Siracusa, si narra che l'imperatore Basilio fu estremamente addolorato:
(Ibidem nel testo moderno L’età macedone: dotti, militari, patriarchi.)
Punì Adriano facendolo frustare e mandandolo in esilio. L'imperatore aveva perso una delle principali città bizantine.

### Teodosio a Palermo e il riscatto dei prigionieri siracusani

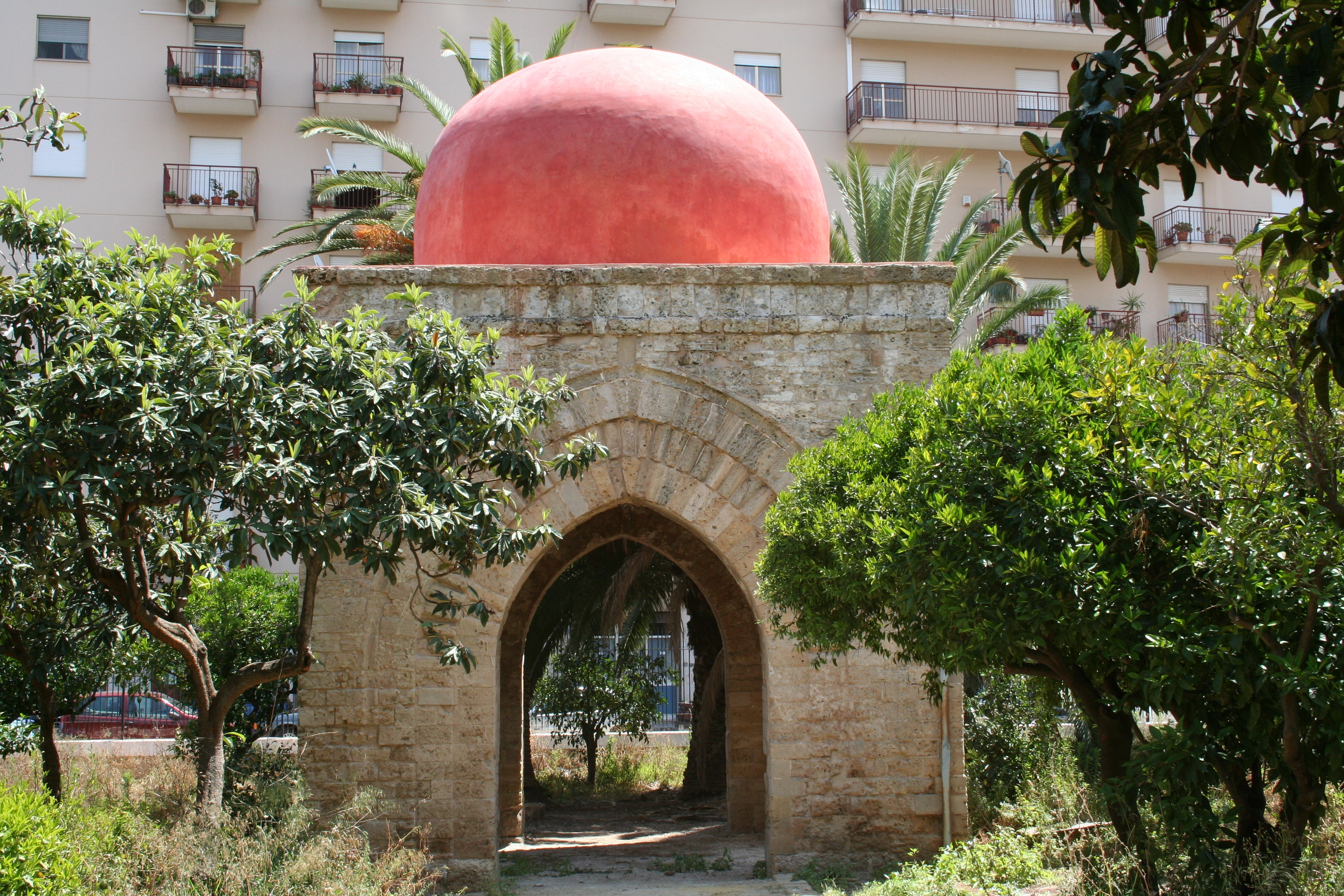
Palermo, la più importante città siciliana in epoca araba. Qui i siracusani vennero condotti in schiavitù dopo la conquista islamica e qui stettero diversi anni nelle prigioni palermitane, fino al loro riscatto.

Una volta finita la distruzione di Siracusa, gli arabi misero in fila i prigionieri siracusani, appellati da quel momento come schiavi e li trasportarono a Palermo. Tra loro c'erano anche Teodosio e l'arcivescovo Sofronio. Viaggiarono per sei giorni e sei notti, col caldo e con il freddo e al settimo giorno giunsero a Palermo. Qui Teodosio restò impressionato nel vedere quanto fiorente e potente fosse diventata Palermo, egli che veniva dalla travagliata e distrutta Siracusa, si ritrovava adesso nel centro politico dei nuovi conquistatori. La descrive ricca di gente d'ogni razza e cultura; greci, berberi, arabi, neri. Nelle sue parole non si può non cogliere un riflesso di gelosia per la nuova condizione di centralità palermitana, poiché Teodosio giungeva dalla città che era stata capitale di Sicilia fino a quel momento e che adesso era stata brutalmente distrutta proprio a causa dell'emergere di questa fiorente e novella metropoli voluta da una cultura che da lì a breve avrebbe impregnato ogni angolo dell'isola: la cultura araba.
Teodosio scrisse:
(Teododio in "Storia dei musulmani di Sicilia", volume 1, p. 407)
Ma questa non era più la Palermo che era stata distrutta dai musulmani durante la conquista, la cui popolazione si era difesa ed aveva sofferto una fine terribile. Questa era la nuova capitale di Sicilia, voluta dagli arabi e sede di califfi e governatori orientali; qui era confluita la gran parte degli abitanti siciliani ridotti in schiavitù. Teodosio non rende giustizia al patimento che i palermitani avevano precedentemente subito da parte di quei conquistatori, proprio come era capitato ai siracusani. Però dimostra di avere colto l'influenza del nuovo potere conquistatore, poiché nomina egli stesso Costantinopoli sentendola minacciata dalla forza acquisita dagli arabi.
Alla vista dei prigionieri siracusani, e del bottino tratto da Siracusa a Palermo, una folla si pose intorno a loro, parevano trepidanti nel vedere qual simile impresa avevano compiuto i loro soldati. Della gente recitava versi del corano, ci riporta lo storico Amari, i più tripudiavano quella scena mentre i cristiani di Palermo compiangevano la sorte dei loro fratelli.
Dopo cinque giorni Teodosio e l'arcivescovo di Siracusa vennero condotti davanti all'emiro supremo di Sicilia, il wālī (والي), governatore delle provincie arabe degli Aglabiti. Teodosio descrive l'incontro:
L'arcivescovo e l'emiro si misero a discutere di religione, avevano ovviamente pareri contrastanti ma il monaco siracusano dovette ammettere che quel tiranno, come lo definisce l'Amari, non dimostrava né intolleranza né modi volgari, anzi, parlava con garbo, la stessa cosa faceva l'arcivescovo di Siracusa. Dopo questo colloquio i due vennero condotti nelle prigioni palermitane. Qui l'arcivescovo incontrò il vescovo di Malta, si abbracciarono e piansero insieme. In quelle carceri vi era gente proveniente da diverse zone geografiche.
Le prigioni erano molto anguste e vi rimasero lì per diversi anni. Teodosio racconta che un giorno, nello stesso anno in cui erano arrivati lì, durante la festa dei sagrifici che secondo l'Amari quella volta avvenne il 12 agosto dell'878, un folle dottore arabo, un fanatico, per rallegrare la festività voleva che i palermitani sacrificassero l'arcivescovo di Siracusa, ma gli alti magistrati di Palermo impedirono tale inciviltà, ricordando al popolo che le leggi arabe impedivano questi sacrifici e che dovevano quindi rendere grazia al loro Dio in altra maniera. Teodosio conclude con un sollevato «così campammo».
I prigionieri siracusani rimasero lì per molti anni fino a quando avvenne un fatto singolare e inaspettato; un misterioso sconosciuto, di cui le fonti non sanno dire il nome, venne a pagare il riscatto per liberare, o meglio ricomprare, tutti i siracusani fatti schiavi dalla presa della loro città. Pare inoltre che questo sconosciuto liberatore fosse già andato a riscattare i prigionieri siracusani tenuti a Qayrawan (in Tunisia, la capitale degli Aglabiti). Il numero dei prigionieri riscattati pare che arrivasse a ben 8 000
Che fine fecero questi prigionieri le cronache non ci informano, poiché dopo la presa della città le informazioni storiche diventano davvero difficili da incontrare. Gli arabi pare che non si interessassero alla vita sociale siciliana, o almeno non ne scrissero poi molto. Il nome di Siracusa diventa sempre più raro da incrociare in questo periodo, se non per avvenimenti eccezionali dei quali gli storici ci documentano. Ma pare comunque probabile che se il misterioso liberatore volle riscattare un così alto numero di prigionieri siracusani, alla fine li riconducesse nella loro città natale, a Siracusa.

## Conseguenze storiche

### Conseguenze storiche interne
La conquista araba è vista dagli storici come la distruzione finale di Siracusa. La distruzione di Siracusa fu terribile ed è anche vero che non si sa nulla della città durante l'assenza dei suoi abitanti siracusani fatti prigionieri a Palermo, né le fonti arabe ci danno sufficienti notizie successive. Gli arabi avrebbero dato come monito la conquista di Siracusa, per far capire alle altre città cosa sarebbe loro accaduto se non si fossero arresi per tempo.
La distruzione di Siracusa si narra fu così violenta perché gli arabi ritennero dovesse apparire simbolico il gesto di ridurre in fumo e cenere l'antica capitale, la quale rappresentava il potere bizantino in Sicilia, oltre ad essere la sede metropolitana di tutte le chiese cristiane dell'isola. Avevano faticato gli emiri dell'impero islamico per conquistarla, si era dimostrata un'impresa ardua. La distruzione delle sue fortificazioni garantiva ai nuovi conquistatori l'impossibilità per il nemico di una possibilità futura rappresaglia a Siracusa.
Nonostante ciò, dopo molti anni, quando la Sicilia era ormai ben salda nel potere degli arabi, a Siracusa fu permesso, o forse avvenne naturalmente, una ripresa di vita sociale. La città appare infatti nei documenti del tempo; essa aveva il suo emiro, la sua gente. Qui vi nacquero anche dei discendenti arabi, e vi erano rimasti barlumi di religione cristiana. Il geografo e viaggiatore Idrisi quando la visitò le dedicò dei versi allegri, definendo il suo porto "pieno di gente viaggiatrice e fiorente punto commerciale".

### Conseguenze storiche esterne

#### In Sicilia
Giafar, che si poteva soprannominare il conquistatore di Siracusa, poiché si vantava di avere dato l'avvio a quell'importante conquista, venne infine ucciso a Palermo, durante o dopo l'assedio siracusano, per lotte interne alla sua famiglia, dai principi aghlabiti e probabilmente per la gelosia politica che egli aveva scaturito nell'emiro capo degli Aghlabiti, Ibrahim II, il quale temeva che la Sicilia si volesse staccare dal principale emirato africano in Qayrawan. Il suo successore governatore di Sicilia fu Husayn ibn Ribah si dice scelto dallo stesso Ibrahim.

#### A Bisanzio e in Italia
La presa islamica di Siracusa creò molto stupore nel mondo bizantino e cristiano. Eppure la sua conquista fu come uno sprono che spinse Costantinopoli, sconfitta in Sicilia, a risvegliarsi e continuare a lottare per impedire lo strapotere arabo, e ottenne anche delle vittorie in mare siciliano dove precedentemente aveva fallito. L'impero bizantino proverà a riprendersi Siracusa con la spedizione di Giorgio Maniace in Sicilia, il quale riuscirà a conquistare qualche città ma poi le perderà a causa di lotte tra la famiglia reale a Bisanzio.
Anche in Italia si organizzarono grandi difese contro gli arabi, e le repubbliche marinare di Genova, Pisa, Venezia e Amalfi contrastarono gli attacchi islamici che ormai minacciavano l'intera penisola.

### Fonti primarie
Titolo delle fonti primarie tratte dalle note di riferimento dell'opera dello storico Michele Amari
- Teodosio Monaco
- Ali Ibn al-Athir
- Teofane nella Chronographia
- Georgius Monachus, De Basilio Macedone
- Cronaca di Cambridge, Di Gregorio, Rerum Arabicarum
- Epistola de expugnatione Siracusarum
- Vita Sanclorum Siculorum, tomo II
- Leonis Diaconi Caloensis Historia, Parigi 1819
- Symeon Magister
- Nicitae Paphlagonii, Vita Sancti Ignatii
- Sacrosancta Concilia, tomo VIII
- Nowairi, II. cc.
- Baian, tomo I, p. 110

### Fonti storiografiche moderne
- Michele Amari, Storia dei musulmani di Sicilia, vol. 1, Firenze, Felice Le Monnier, 1854. URL consultato il 6 marzo 2013.
- Michele Amari, Storia dei musulmani di Sicilia, vol. 2, Firenze, Felice Le Monnier, 1858. URL consultato il 15 maggio 2009.
- Filippo Moisé, Storia dei dominii stranieri in Italia: dalla caduta dell'impero romano in occidente fino ai nostri giorni, vol. 4, V. Batelli, 1841.
- Lanza di Scordia Pietro, Degli arabi e del loro soggiorno in Sicilia, stamperia Pedone e Muratori, 1832.